# Водяний хрін австрійський
Водяний хрін австрійський (Rorippa austriaca) — вид рослин з родини капустяних (Brassicaceae), поширений у Європі й західній Азії.

## Опис
Багаторічна трав'яниста рослина 50–100 см заввишки. Листки цілісні, лопатчаті або довгасті, знизу розсіяно запушені, нижні — черешкові, верхні — сидячі, пильчато-зубчасті, біля основи з вушками. Пелюстки 3–4 мм довжиною, світло-жовті. Стручечки округлі, 2–3 мм в діаметрі. 2n = 16.

## Поширення
Поширений у середній і східній Європі та західній Азії — Туреччина, Вірменія, Азербайджан, Грузія, зх. Казахстан, зх. Сибір; натуралізований у пд. Канаді, США, північній і південно-західній Європі.
В Україні вид зростає на заливних луках, по берегах річок і боліт, на півдні Степу в подах — на всій території.

## Галерея

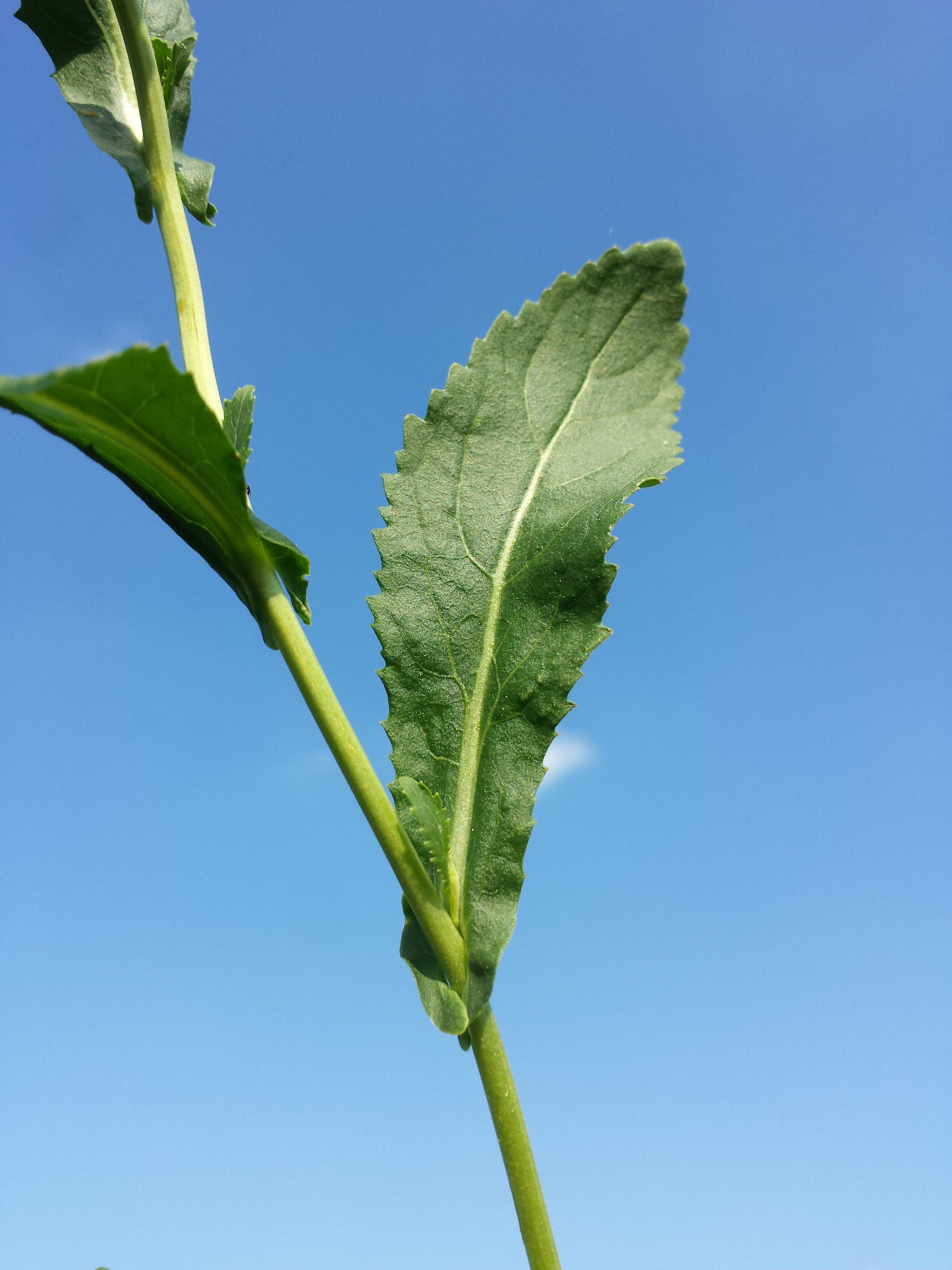
листя
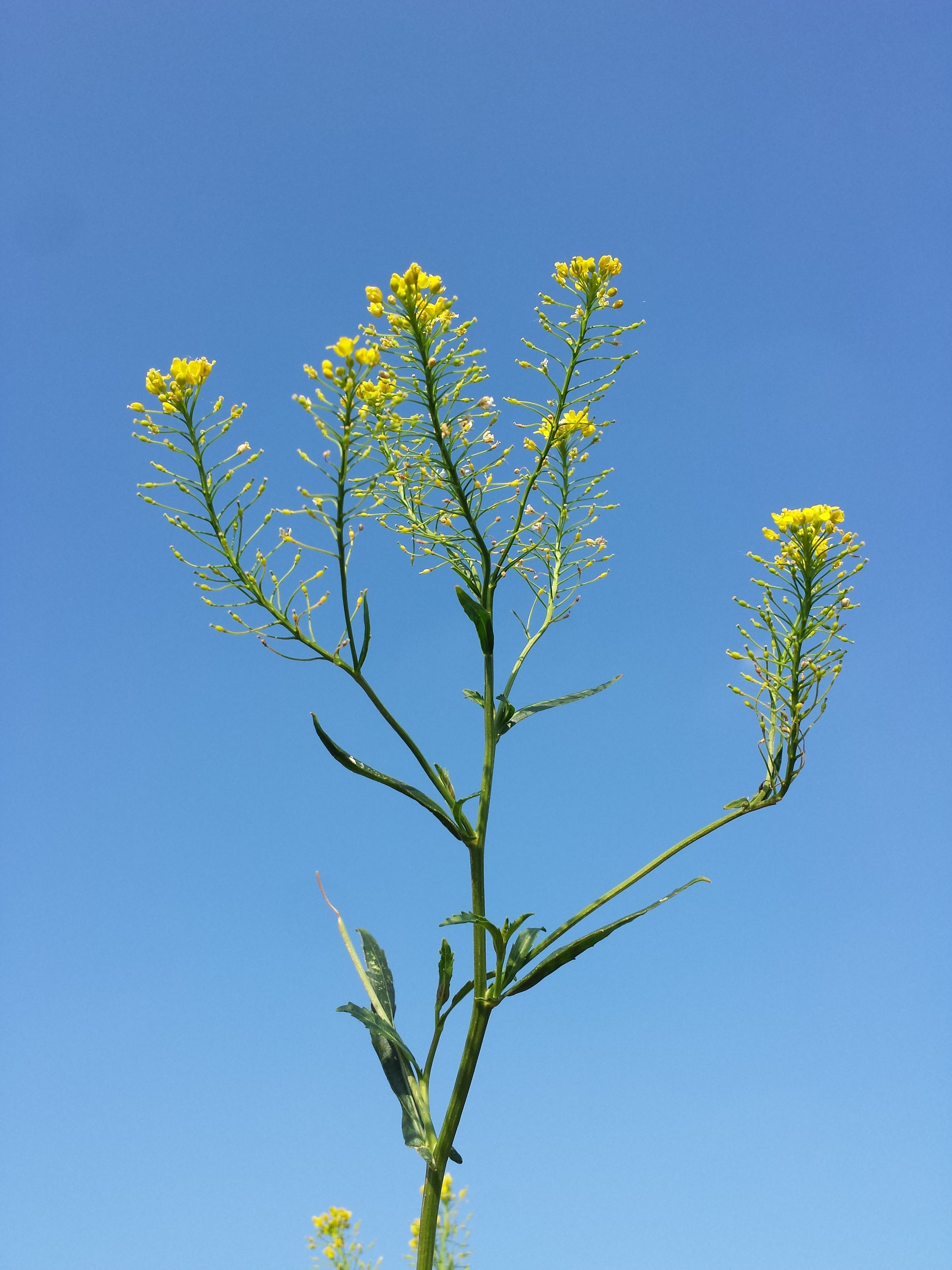
суцвіття
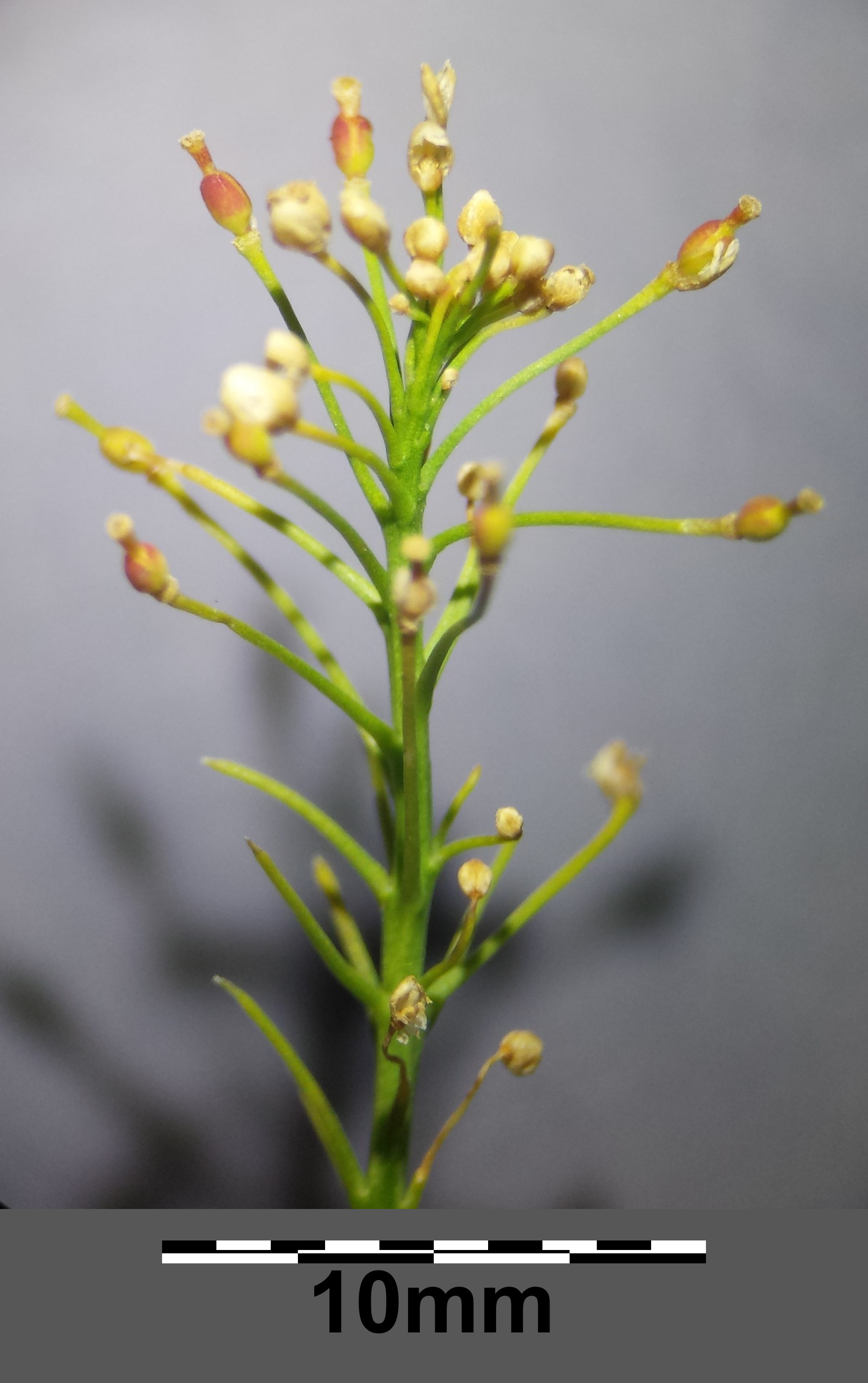
супліддя
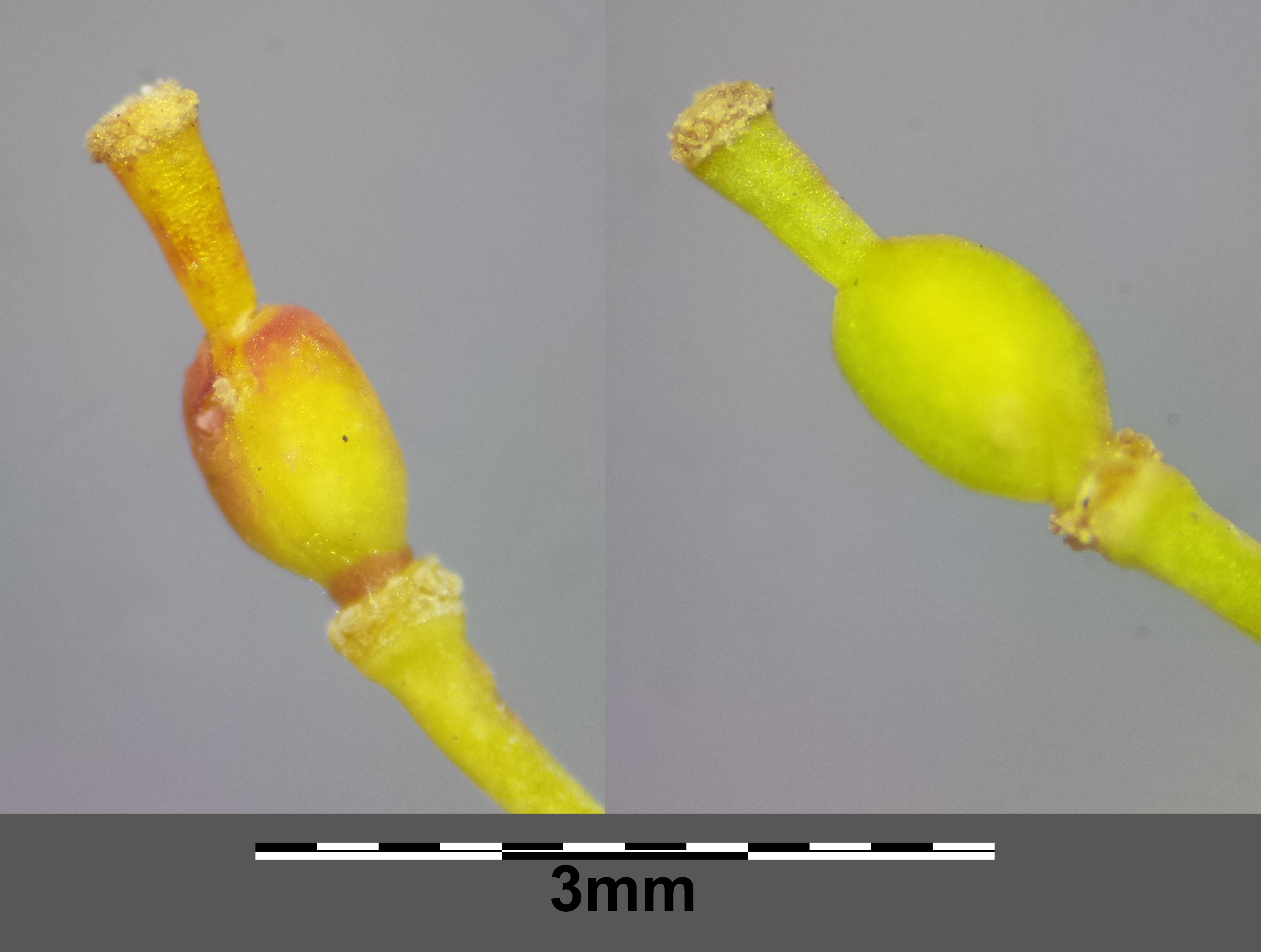
стручок